# Massaki Tsuji
Massaki Tsuji, od anche Masaki Tsuji (辻 真先 Tsuji Masaki (23 marzo 1932), è uno sceneggiatore giapponese di anime.

## Biografia
È uno degli scrittori più prolifici della storia dell'animazione giapponese fra la prima metà degli anni sessanta e la prima degli anni ottanta. Nel 1965 scrive alcune sceneggiature per la serie Kimba il leone bianco e il film relativo prodotto l'anno seguente, durante il quale collabora anche all'anime Sally la maga e, due anni dopo, a Mimì e la nazionale di pallavolo,Attaku namba wan del 1969. I maggiori successi verranno dopo e coincideranno con la prima serie di Tigerman e Tommy la stella dei Giants, gli anime Devilman e Cutey Honey del 1973 diverse serie robotiche negli anni a seguire.
I principali autori con cui ha collaborato sono stati Osamu Tezuka negli anni sessanta, Gō Nagai e Saburō Yatsude negli anni settanta.

## Filmografia

### Sceneggiatore

#### Cinema
- Jazz musume tanjô, regia di Masahisa Sunohara (1957)

#### Televisione
- Astro Boy – serie tv (1963)
- Kimba il leone bianco – serie tv (1965)
- Kimba l'imperatore della giungla, film, 1966, sceneggiatura
- Sally la maga – serie tv, (1966)
- La spada di luce, serie tv, 1967, sceneggiatura
- Cyborg 009,1ª serie tv, 1968, sceneggiatura
- Mimì e la nazionale di pallavolo, serie tv, 1969, sceneggiatura
- Tigerman,1 serie tv, 1969, sceneggiatura
- Tommy la stella dei Giants, 1 serie tv, 1969, sceneggiatura
- Toriton, serie tv, 1972, sceneggiatura
- La maga Chappy, serie tv, 1972, sceneggiatura
- Cutey Honey, serie tv, 1973, sceneggiatura
- Devilman, serie tv, 1972-1973, sceneggiatura
- Cybernella, serie tv, 1973, sceneggiatura
- Bia, la sfida della magia (Majokko Megu-chan), serie tv, 1974, sceneggiatura
- Ikkyusan il piccolo bonzo,serie tv, 1975, sceneggiatura
- Combattler V,1 976,serie tv, sceneggiatura
- Vultus V, serie tv, 1977, sceneggiatura
- Guyslugger, serie tv, 1977, sceneggiatura
- Lilli un guaio tira l'altro (Majokko Tickle), serie tv, 1978, sceneggiatura
- Cyborg 009,2ª serie tv ,1979, sceneggiatura
- Daltanious, serie tv, 1979, sceneggiatura
- Capitan Jet, serie tv, 1980, sceneggiatura
- God Sigma, serie tv, 1980, sceneggiatura
- Nino, il mio amico ninja, serie tv, 1981, sceneggiatura
- I fantastici viaggi di Fiorellino (Honey Honey), serie tv, 1981, sceneggiatura
- Urusei Yatsura, serie tv, 1981, sceneggiatura (3 eps./1982)
- God Mazinger, serie tv, 1984, sceneggiatura

### Altro
- Le più belle favole del mondo, cortometraggi, 1975, sceneggiatura